# Les Caresses
Les Caresses est une nouvelle de Guy de Maupassant, parue en 1883.

## Historique
Les Caresses est initialement publiée dans la revue Gil Blas du 14 août 1883, sous le pseudonyme Maufrigneuse.

## Résumé
Une femme écrit à son amant. Elle refuse de faire ce qu’il lui demande, elle a en horreur ces choses. Le Monsieur lui répond que « la caresse est l’épreuve de l’amour » et qu’il faut « l’aimer comme le vin qui grise » : les amours chastes, très peu pour lui, et de conclure que seules les femmes qui sont repues de caresses sont heureuses.

## Éditions
- Les Caresses, dans Misti, recueil de vingt nouvelles de Maupassant, Éditions Albin Michel, Le Livre de poche n° 2156, 1967.
- Les Caresses, Maupassant, contes et nouvelles, texte établi et annoté par Louis Forestier, Bibliothèque de la Pléiade, éditions Gallimard, 1974  (ISBN 978 2 07 010805 3).